# Kanton Saint-Julien-du-Sault
Der Kanton Saint-Julien-du-Sault war bis 2015 ein französischer Wahlkreis im Arrondissement Sens, im Département Yonne und in der Region Burgund; sein Hauptort war Saint-Julien-du-Sault. Vertreter im Generalrat des Départements war zuletzt von 1998 bis 2015 Guy Bourras (NC). 

## Gemeinden
Der Kanton bestand aus neun Gemeinden:
| Gemeinde              | Einwohner Jahr | Fläche km² | Bevölkerungsdichte | Code INSEE | Postleitzahl |
| --------------------- | -------------- | ---------- | ------------------ | ---------- | ------------ |
| La Celle-Saint-Cyr    | 819 (2013)     | 18,57      | 44 Einw./km²       | 89063      | 89116        |
| Cudot                 | 340 (2013)     | 19,11      | 18 Einw./km²       | 89133      | 89116        |
| Précy-sur-Vrin        | 466 (2013)     | 21,16      | 22 Einw./km²       | 89313      | 89116        |
| Saint-Julien-du-Sault | 2.377 (2013)   | 23,81      | 100 Einw./km²      | 89348      | 89330        |
| Saint-Loup-d’Ordon    | 258 (2013)     | 17,67      | 15 Einw./km²       | 89350      | 89330        |
| Saint-Martin-d’Ordon  | 400 (2013)     | 10,17      | 39 Einw./km²       | 89353      | 89330        |
| Saint-Romain-le-Preux | 192 (2013)     | 10,36      | 19 Einw./km²       | 89366      | 89116        |
| Sépeaux               | 422 (2013)     | 19,91      | 21 Einw./km²       | 89388      | 89116        |
| Verlin                | 434 (2013)     | 14,1       | 31 Einw./km²       | 89440      | 89330        |

## Bevölkerungsentwicklung
| 1962 | 1968 | 1975 | 1982 | 1990 | 1999 | 2010 |
| ---- | ---- | ---- | ---- | ---- | ---- | ---- |
| 4807 | 4563 | 4688 | 4638 | 4718 | 5240 | 5617 |